# Розы Люксембург (Ростовская область)
Розы Люксембург — хутор в Красносулинском районе Ростовской области, у границы с Украиной.
Входит в состав Гуково-Гнилушевского сельского поселения.

## География
На хуторе имеется одна улица: Приовражная.

## Население
| 2010 |
| ---- |
| 7    |